# フロム・アウト・オブ・ノーウェア
『フロム・アウト・オブ・ノーウェア』（From Out of Nowhere）は、2019年にジェフ・リンが"ジェフリンズELO"名義で発表したスタジオ・アルバム。ジェフリンズELOとしては、前作『アローン・イン・ザ・ユニバース』から4年ぶりの2枚目、エレクトリック・ライト・オーケストラ のアルバムとしては14枚目である。全英アルバム・チャートで、初登場1位を獲得し、スタジオ・アルバムとしては、1981年発表の『タイム』以来38年ぶりの快挙となる。

## 収録曲
作曲は全てジェフ・リンによるもの。
1. フロム・アウト・オブ・ノーウェア - "From Out of Nowhere" – 3:14
アルバムからの先行シングル。2019年9月26日にデジタル配信された。
2. ヘルプ・ユアセルフ - "Help Yourself" – 3:14
3. オール・マイ・ラヴ - "All My Love" – 3:06
4. ダウン・ケイム・ザ・レイン - "Down Came the Rain" – 3:29
5. ルージング・ユー - "Losing You" – 3:36
6. ワン・モア・タイム - "One More Time" – 3:28
リチャード・タンディによるキーボード・ソロあり。
Over and Outツアーのオープニング曲となった。
7. サイファイ・ウーマン - "Sci-Fi Woman" – 3:07
8. ゴーイン・アウト・オン・ミー - "Goin' Out on Me" – 3:09
9. タイム・オブ・アワー・ライフ - "Time of Our Life" – 3:10
アルバムからのセカンドシングル。2019年10月25日にデジタル配信された[4]。
10. ソングバード - "Songbird" – 3:06

## 演奏者
- ジェフ・リン - ヴォーカル、ギター, ベース, ピアノ, ドラム, キーボード, チェロ, ビブラフォン
- スティーヴ・レイ（エンジニア） - パーカッション
- リチャード・タンディ - ピアノ